# 1072년

## 연호
- 북송(北宋) 희녕(熙寧) 5년
- 요(遼) 함옹(咸雍) 8년
- 일본(日本) 엔큐(延久) 4년
- 서하(西夏) 천사예성국경(天賜禮盛國慶) 4년
- 리 왕조(李朝) 턴부(神武) 4년 / 타이닌(太寧) 원년

## 기년
- 고려(高麗) 문종(文宗) 26년
- 북송(北宋) 신종(神宗) 5년
- 요(遼) 도종(道宗) 18년
- 서하(西夏) 혜종(惠宗) 6년
- 리 왕조(李朝) 성종(聖宗) 19년 / 인종(仁宗) 원년

## 사건
- 일부 호족세력을 중심으로 쿠데타를 일으켜 자신의 친동생인 평양공을 추대하려 한 사실이 발각되자 평양공의 작위를 추탈하고 그 아들들을 유배보내기도 하였다.

## 탄생
- 십자군 주요인물 탕크레드